# Euscelidia festiva
Euscelidia festiva är en tvåvingeart som beskrevs av Emile Janssens 1954. Euscelidia festiva ingår i släktet Euscelidia och familjen rovflugor. Inga underarter finns listade i Catalogue of Life.